# Ferdinand Minnaert
Ferdinand Clement Minnaert (ur. 27 listopada 1887 w Gandawie, zm. 26 sierpnia 1975 tamże) – belgijski gimnastyk, medalista olimpijski.
W 1920 r. reprezentował barwy Belgii na letnich igrzyskach olimpijskich w Antwerpii, zdobywając srebrny medal w wieloboju drużynowym. 